# Кандија Ломелина
Кандија Ломелина (итал. Candia Lomellina) је насеље у Италији у округу Павија, региону Ломбардија.
Према процени из 2011. у насељу је живело 1504 становника. Насеље се налази на надморској висини од 105 м.

## Становништво
| 1936. | 1951. | 1961. | 1971. | 1981. | 1991. | 2001. | 2011. |
| ----- | ----- | ----- | ----- | ----- | ----- | ----- | ----- |
| 2.465 | 2.462 | 2.303 | 2.047 | 1.816 | 1.702 | 1.646 | 1.636 |